# Cethosia cenchrites
Cethosia cenchrites är en fjärilsart som beskrevs av Hans Fruhstorfer 1909. Cethosia cenchrites ingår i släktet Cethosia och familjen praktfjärilar. Inga underarter finns listade i Catalogue of Life.